# Coleophora albella
Coleophora albella (лат.) — вид молевидных бабочек-чехлоносок (Coleophoridae).
Европа.

## Описание
Мелкая молевидная бабочка. Размах крыльев 16—18 мм. Светло-серого цвета с широкой белой реберной полосой почти во всю длину переднего крыла. Усики кольчатые. Гусеницы развиваются на семенах Silene (ssp.), в основном на Silene flos-cuculi, в которых они также зимуют. Окукливание происходит в мае. Взрослые особи летают с конца мая до конца июля.